# Steuerliche Identifikationsnummer

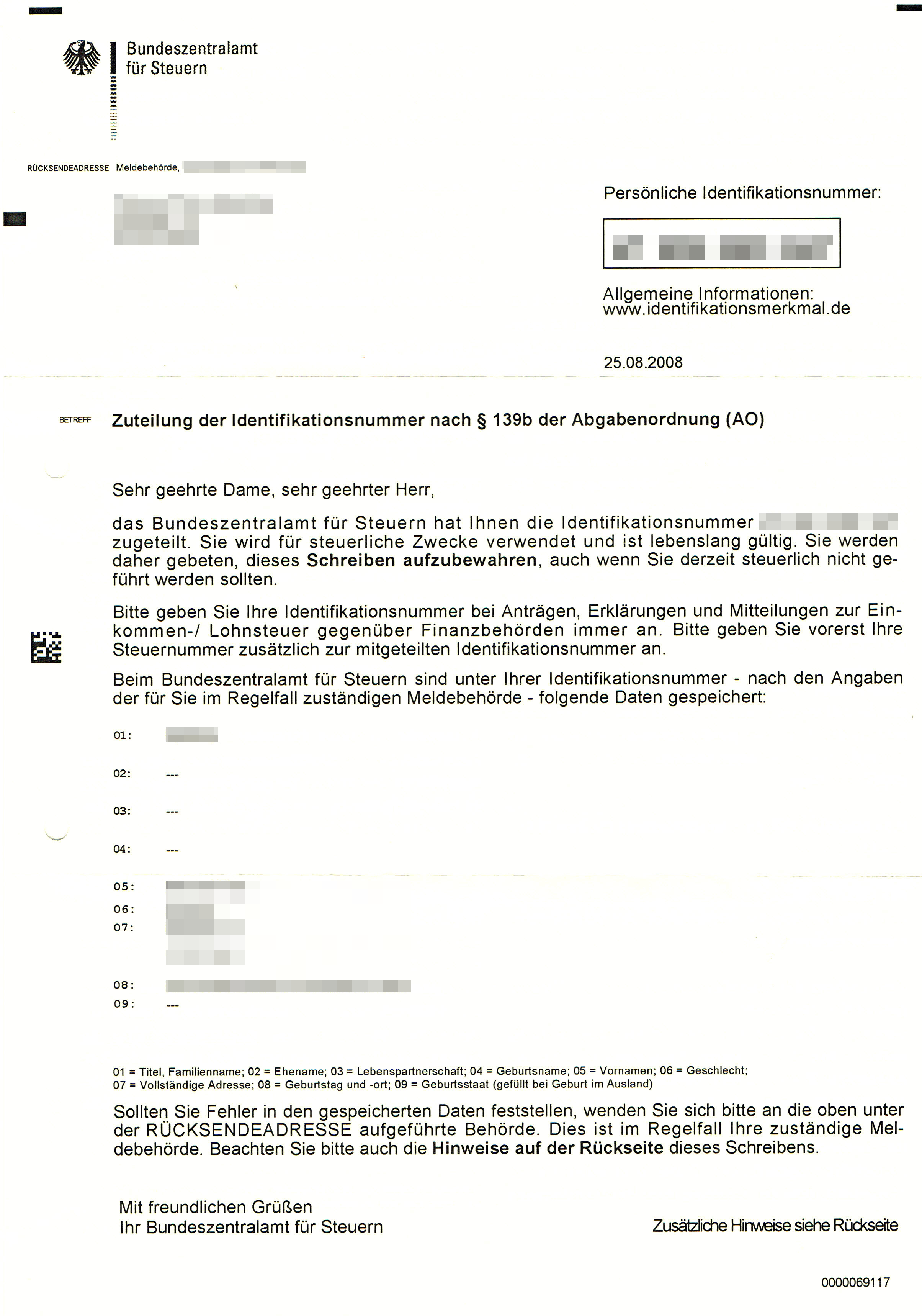
Schreiben des Bundeszentralamtes für Steuern, in dem die persönliche Identifikationsnummer mitgeteilt wird

Die steuerliche Identifikationsnummer (IdNr. oder auch Steuer-IdNr.) ist eine bundeseinheitliche und dauerhafte elfstellige Identifikationsnummer von in Deutschland gemeldeten Bürgern für Steuerzwecke.
Auch in den meisten anderen Ländern der Europäischen Union wurde eine Steuer-ID (englisch Tax Identification Number, TIN) eingeführt. Rechtsgrundlage ist die Zinsrichtlinie, die in Deutschland mit der Zinsinformationsverordnung umgesetzt wurde.

## Zielsetzung
Zur Gesetzesbegründung heißt es, dass die Finanzbehörden organisatorisch und technisch fähig sein müssen, die zulässigen Überprüfungen effizient vorzunehmen. Bisher sei eine Auswertung steuererheblicher Informationen in vielen Fällen unterblieben, weil die vorhandenen Informationen nicht zugeordnet werden konnten. Außerdem werden mit der Nummer – so die Gesetzesbegründung – ein wesentlicher Beitrag zur Vereinfachung des Besteuerungsverfahrens geleistet, Bürokratie abgebaut und die Transparenz des Besteuerungsverfahrens erhöht. Das Ziel der Maßnahme ist letztlich, dass alle Steuerpflichtigen bei der Durchsetzung der Steuergesetze tatsächlich gleich belastet werden.
Die Identifikationsnummer bringt für den Bürger Erleichterungen im elektronischen Datenübermittlungsverfahren und für die Finanzbehörden neue Kontrollmöglichkeiten. So müssen z. B. deutsche Anleger die Identifikationsnummer künftig bei ausländischen Kontenverbindungen nachreichen. Ferner gelangen die in der zentralen Zulagenstelle für Altersvermögen gesammelten Informationen ebenfalls an die Finanzämter. Diese werden damit in die Lage versetzt, möglicherweise steuerpflichtige Rentner zur Abgabe einer Steuererklärung aufzufordern.

## Einführung
Die Identifikationsnummer wurde zum 1. Juli 2007 eingeführt. Zur Umsetzung übermittelte jedes Einwohnermeldeamt dem Bundeszentralamt für Steuern (BZSt) jeden zum Ablauf des 30. Juni 2007 im Melderegister geführten Bürger. Mit diesem Erstabzug wurde noch keine Identifikationsnummer vergeben, sondern nur ein vorläufiges Bearbeitungsmerkmal. Am 1. Oktober 2007 wurde mit dem Abgleich der Daten begonnen, es erfolgte eine Filterung mit dem Ziel, Dubletten zu ermitteln. Nach Rücksprache mit den Einwohnermeldeämtern wurden diese Dubletten dann entfernt. Dieses Verfahren dauerte deutlich länger als geplant. Bis Ende des Jahres 2008 wurde die IdNr den Steuerpflichtigen in einem Anschreiben des BZSt mitgeteilt. Die Steuerpflichtigen erhielten außerdem noch eine Übersicht ihrer gespeicherten Daten. Die Nummer ist bei Anträgen oder Erklärungen den Finanzbehörden gegenüber anzugeben.
Bei der Einführung kam es zu einigen Problemen. 2013 bestätigte die Bundesregierung, dass bis zum 1. Dezember 2013 in bis zu 164.000 Fällen versehentlich mehrere Identifikationsnummern an einen einzelnen Bürger vergeben worden sein könnten oder dieselbe Identifikationsnummer an mehrere Bürger zugleich. Dieser Umstand barg die Gefahr einer fehlerhaften Besteuerung der Einkünfte aus nichtselbständiger Arbeit im Lohnsteuerabzugsverfahren. Bei den betroffenen Steuerpflichtigen konnte dies zu nicht sachgerechten Mehr- oder nicht rechtskonformen Minderbelastungen führen. Um die Eindeutigkeit der Zuordnung zu gewährleisten, wurden Fälle einer Datenvermischung oder Mehrfacherfassung durch Stilllegung der überzähligen Steueridentifikationsnummern bereinigt.

## Geltung, Ausgabe und Ermittlung
Die Identifikationsnummer gilt lebenslang. Sie wird vom Bundeszentralamt für Steuern (BZSt) zugeteilt. Kinder erhalten sie kurz nach der Geburt und Einwanderer bei der ersten Anmeldung in Deutschland. Die Abgabenordnung bestimmt in § 139b, Absatz 1, Satz 2: „Jede Identifikationsnummer darf nur einmal vergeben werden.“ Dieses führt zu einer persönlichen Identifikation (siehe auch Abschnitt #Verwendung als allgemeines Personenkennzeichen).
Sollte die Identifikationsnummer nicht mehr bekannt sein, kann sie über ein Web-Formular beim BZSt erfragt werden. Außerdem findet man sie auf dem Einkommensteuerbescheid und auf der Lohnsteuerbescheinigung. Ohne sich an eine Behörde wenden zu müssen, können auch zur Verwendung der Identifikationsnummer verpflichtete Institutionen konsultiert werden. So müssen seit 2018 Kreditinstitute die Kontodaten zusammen mit der steuerlichen Identifikationsnummer erfassen. Diese könnte beispielsweise im Rahmen von Onlinebanking, zumeist in der Rubrik „Freistellungsauftrag“, eingesehen werden.
Einen weiteren schnellen Weg gibt es auf den Elster-Seiten über die ELSTAM-Auskunft.

## Nutzung der Daten
Beim BZSt werden die für die Identifikation eines Steuerpflichtigen erforderlichen Daten und die jeweils zuständige Finanzbehörde gespeichert. Die Daten, die das Bundeszentralamt zu einer natürlichen Person speichert, sind in § 139b Abs. 3 Abgabenordnung (AO) abschließend aufgeführt:
1. Steuerliche Identifikationsnummer
2. Familienname
3. frühere Namen
4. Vornamen
5. Doktorgrad
6. Tag und Ort der Geburt
7. Geschlecht
8. gegenwärtige oder letzte bekannte Anschrift
9. zuständige Finanzbehörden
10. Auskunftssperren nach dem Bundesmeldegesetz
11. Sterbetag
12. Tag des Ein- und Auszugs

Zum Zweck der Bereitstellung automatisiert abrufbarer Lohnsteuerabzugsmerkmale für den Arbeitgeber speichert das BZSt gemäß § 39e Abs. 2 EStG weitere Meldedaten für jeden Steuerpflichtigen, hinzu. Dabei handelt es sich um Meldedaten zur Zugehörigkeit zu einer steuerberechtigten Religionsgemeinschaft, melderechtlichen Familienstand; bei verheirateten oder verpartnerten Steuerpflichtigen wird die IdNr des Ehegatten / Lebenspartners hinzugespeichert zu den IdNrn minderjähriger Kinder, soweit diese in derselben Gemeinde wie der Steuerpflichtige gemeldet sind.
Die Identifikationsnummer ändert sich weder bei einem Ortswechsel noch bei einem Wechsel des zuständigen Finanzamts. Die Daten werden erst gelöscht, wenn sie von den Behörden nicht mehr benötigt werden, spätestens jedoch 20 Jahre nach dem Tod des Steuerpflichtigen. Wenn IDs irrtümlich – zum Beispiel wegen zunächst nicht erkannter Mehrfacherfassung eines Steuerpflichten – vergeben werden und dies erkannt wird, werden sie stillgelegt.
§ 139b Absatz 2 Abgabenordnung (AO) enthält ausdrückliche Beschränkungen für die Erhebung und Verwendung der Identifikationsnummer:
- Die Finanzbehörden dürfen die Identifikationsnummer nur erheben und verwenden, soweit dies zur Erfüllung ihrer gesetzlichen Aufgaben erforderlich ist oder eine Rechtsvorschrift die Erhebung oder Verwendung der Identifikationsnummer ausdrücklich erlaubt oder anordnet.
- Andere Stellen als die Finanzbehörden, gleich ob öffentlich oder nicht-öffentlich, dürfen die Identifikationsnummer nur erheben oder verwenden, soweit dies für Datenübermittlungen zwischen ihnen und den Finanzbehörden erforderlich ist oder eine Rechtsvorschrift die Erhebung oder Verwendung der Identifikationsnummer ausdrücklich erlaubt oder anordnet. Das gilt z. B. für Arbeitgeber bei den Lohnsteuerdaten der Mitarbeiter und bei Kreditinstituten für die Zinsabschlagsteuer oder bei bestimmten Übertragungen zwischen Wertpapierdepots. Zudem dürfen diese Stellen ihre Dateien nur insoweit nach der Identifikationsnummer ordnen oder für den Zugriff erschließen, als dies für regelmäßige Datenübermittlungen zwischen ihnen und den Finanzbehörden erforderlich ist.
- Für jede nach dem 1. Januar 2018 bestehende Kontoverbindung hat das Kreditinstitut die Identifikationsnummer des Kontoinhabers und jedes weiteren Verfügungsberechtigten zu erfassen (§ 154 Abs. 2a Nr. 1 AO). Teilt der Kunde einer bestehenden Kontoverbindung die Nummer nicht mit, ist sie in einem maschinellen Verfahren beim Bundeszentralamt für Steuern zu erfragen (§ 26 Abs. 4 und 5 des Einführungsgesetzes zur Abgabenordnung).

Ein Verstoß gegen die Beschränkungen für die Erhebung und Verwendung der Identifikationsnummer stellte bis zur Aufhebung von § 383a AO mit Wirkung zum 25. Mai 2018 eine Ordnungswidrigkeit dar, die mit einer Geldbuße bis zu zehntausend Euro geahndet werden konnte. (Nicht erst seitdem) geht Art. 83 Datenschutz-Grundverordnung (DSGVO) den Regelungen in der AO oder den Steuergesetzen vor, wenn eine rechtswidrige Verarbeitung personenbezogener Daten, die unmittelbar nach Art. 83 DSGVO mit einer Geldbuße geahndet werden kann, gleichzeitig auch eine Steuerordnungswidrigkeit darstellt (nur klarstellend § 384a AO).
Mit Einführung der Identifikationsnummer wurde auch ein indirekter Abgleich der Melderegister durchgeführt (Ermittlung und Entfernung der Dubletten), d. h. zukünftig kann eine Person mit denselben Daten nur bei einer Meldebehörde mit Hauptwohnsitz gemeldet sein.
Der Austausch der Daten zwischen den Einwohnermeldeämtern und dem Bundeszentralamt für Steuern erfolgt nach OSCI-XMeld über OSCI-Transport.
Beim Identifikationsnummerngesetz – IDNrG sind in der Anlage die Register aufgeführt, die Identifikationsnummer („Steuer-ID“) in ihren Registern mit speichern müssen. Über das geplante Datenschutzcockpit soll der einzelne Bürger den Zugriff auf seine Daten nachvollziehen können.

## Aufbau
Die Identifikationsnummer besteht aus elf Ziffern. Diese dürfen nicht aus anderen Daten des Steuerpflichtigen gebildet werden, sondern werden den Steuerpflichtigen zufällig zugewiesen. In den ersten zehn Ziffern der Identifikationsnummer sind eine Ziffer genau zweifach und eine andere Ziffer gar nicht enthalten (ab 2016 ist auch eine dreifache vorkommende Ziffer möglich, entsprechend dann zwei Ziffern gar nicht; bei drei gleichen Ziffern dürfen nur zwei unmittelbar hintereinander stehen, nicht jedoch alle drei), die anderen acht (ab 2016: auch sieben) Ziffern jeweils genau einfach. Die erste Ziffer darf nicht die 0 sein.
Bis 2015 betrug die Zahl zulässiger Steuer-IDs 146.966.400. Mit der Erweiterung im Jahr 2016 kamen 182.891.520 IDs mit dreifach vorkommenden Ziffern hinzu. Seitdem gibt es also insgesamt 329.857.920 gültige Steuer-IDs.
Die elfte Ziffer ist eine Prüfziffer, die sich aus den ersten zehn Ziffern der Ziffernfolge berechnet und eine einfache und effiziente Fehlererkennung ermöglichen soll. Ihre Berechnungsvorschrift entspricht der des Prüfzeichensystems nach ISO/IEC 7064, MOD 11,10:
```
Ziffernfolge
 
:
 
array
[
1
..
10
]
 
of
 
0
..
9
;

Produkt
 
:=
 
10
;

for
 
Stelle
 
:=
 
1
 
to
 
10
 
do

begin

  
Summe
 
:=
 
(
Ziffernfolge
[
Stelle
]
 
+
 
Produkt
)
 
mod
 
10
;

  
if
 
Summe
 
=
 
0
 
then
 
Summe
 
:=
 
10
;

  
Produkt
 
:=
 
(
Summe
 
*
 
2
)
 
mod
 
11
;

end
;

Pr
ü
fziffer
 
:=
 
11
 
-
 
Produkt
;

if
 
Pr
ü
fziffer
 
=
 
10
 
then
 
Pr
ü
fziffer
 
:=
 
0
;

```

Das Prüfziffersystem nach MOD 11,10 erkennt, laut ISO 7064, alle einfachen Substitutionsfehler und alle Fehler durch zirkuläres Verschieben. Die Substitution zweier Zeichen wird in 80,0 % aller Fälle erkannt, das Vertauschen zweier benachbarter Zeichen in 97,8 %, das zweier Zeichen, die durch ein Zeichen getrennt sind, in	90,7 % der Fälle. Alle sonstigen Fehler werden zu 90,0 % erkannt.

## Verwendung als allgemeines Personenkennzeichen

### Vorläufer
In der DDR wurde am 1. Januar 1970 eine Personenkennzahl eingeführt. In Österreich, Schweden, Island, Polen und einigen anderen Staaten existieren Personenkennzahlen, durch die die eindeutige Identifizierung jeder Person und damit eine erhebliche Reduzierung des Verwaltungsaufwandes erreicht werden konnte.
Die Bundesrepublik Deutschland plante die Einführung eines Personenkennzeichens (PKZ). So war zum Beispiel geplant, mit dem Bundesmeldegesetz ab 1973 eine einheitliche PKZ für jeden Deutschen sowie alle im Ausländerzentralregister erfassten Ausländer bzw. im Ausland lebenden wiedergutmachungsberechtigten Ausländer einzuführen, um Verwaltungsvorgänge zu rationalisieren.
Zuvor bestand bereits eine bundeseinheitliche Versicherungsnummer nach dem Sozialgesetzbuch. Ebenso gab es eine Personenkennziffer aus dem Wehrpass nach gleicher Systematik. Diese Nummern wurden aus Gründen der Rechtssystematik und wegen fehlender gesetzlicher Grundlage nicht in Betracht gezogen. Technische Gründe lagen nicht vor.
Das Vorhaben eines Personenkennzeichens wurde verworfen, da der Rechtsausschuss des Deutschen Bundestages 1976 feststellte, dass „die Entwicklung, Einführung und Verwendung von Numerierungssystemen, die eine einheitliche Numerierung der Bevölkerung im Geltungsbereich dieses Gesetzes ermöglicht, wegen fehlender gesetzlicher Grundlage unzulässig ist.“ . Diese Feststellung stützte sich auf das Mikrozensusurteil des BVerfG von 1969, BVerfGE 27, 1 – Mikrozensus.

### Befürchtungen anlässlich der Einführung
Der damalige Bundesbeauftragte für den Datenschutz, Peter Schaar, befürchtete, die Identifikationsnummer könne, wie der italienische Codice Fiscale, ein weit über die Steuerbelange hinausgehendes allgemeines Personenkennzeichen werden.
Für die Einführung der Identifikationsnummer wurde im Oktober 2007 der damalige Bundesfinanzminister Peer Steinbrück mit dem Negativpreis Big Brother Award in der Kategorie Politik ausgezeichnet. Weiterhin wird die Verfassungskonformität der Identifikationsnummer von einigen Kritikern bestritten, darunter die Humanistische Union, die am 20. August 2008 beim FG Köln Klage erhob. Mindestens drei weitere Klagen sind bisher öffentlich bekannt geworden. Die Klagen (Az. 2 K 2822/08 FG Köln u. a.) wurden jedoch trotz verfassungsrechtlicher Bedenken des Gerichts an der IdNr zunächst abgewiesen, weil das Finanzgericht eindeutig von einer Verfassungswidrigkeit überzeugt sein muss, um eine Klage dem Bundesverfassungsgericht vorzulegen.
In einem anderen, parallelen Verfahren hat der Bundesfinanzhof entschieden, dass die Zuteilung der Identifikationsnummer und die dazu erfolgte Datenspeicherung insbesondere mit dem Recht auf informationelle Selbstbestimmung vereinbar ist. Das Bundesministerium der Finanzen wies die Einsprüche am 22. Juli 2013 in Hinblick auf dieses BFH-Urteil in einer Allgemeinverfügung zurück.

### Registermodernisierungsgesetz
Laut Konjunkturpaket vom Juni 2020 sollte noch im Sommer ein Gesetzentwurf vorgelegt werden, „der in einem ersten Schritt den Bereich der Register mit Relevanz für die Umsetzung des Online-Zugangs-Gesetzes [sic] mit der Steuer-ID als verwaltungsübergreifender ID-Nummer erschließt.“ „Im  Falle  eines  gesetzlich  geregelten  Datenaustausches  von Daten  einer  bestimmten  Person  zwischen  zwei  Behörden  soll  zukünftig  die steuerliche Identifikationsnummer genutzt werden.[…] Dabei soll der Datenaustausch nicht direkt zwischen zwei Behörden, sondern als zusätzliche Sicherung immer über eine dritte Stelle erfolgen. Derzeit wird geprüft, wie diese Festlegung umgesetzt werden kann. […] Die in den dezentralen Registern gespeicherten Informationen werden gerade nicht an einer zentralen Stelle zusammengeführt, vielmehr bleibt die dezentrale Registerführung erhalten.“
Im Herbst 2020 legte die Bundesregierung dann den Gesetzesentwurf für das Registermodernisierungsgesetz (RegMoG) vor. Es handelt sich dabei um ein Artikelgesetz, dessen erster Artikel die Einführung eines Identifikationsnummerngesetzes (IDNrG) umfasst. Im Kern sieht das Gesetz vor, die Steuer-ID zu einer lebenslang gültigen und behördenübergreifend verwendbaren Personenkennziffer („einheitliche Bürgernummer“) auszuweiten. Zu den Registern, in denen die Verwendung der ID vorgesehen werden soll, zählen verschiedene Melderegister, Datenbestände gesetzlicher Versicherungen, Verkehrsregister, Lehrlings- und Handwerkerrollen, Datenbestände zu (ehemaligen) Studierenden und Berufsausbildungsverhältnissen, Waffenregister, Gewerbeverzeichnisse, Verzeichnisse der Empfänger von staatlichen Leistungen (z. B. Wohn- oder Elterngeld) und einige mehr.
Der Wissenschaftliche Dienst des Bundestags formulierte in einem Gutachten erhebliche Zweifel an der Verfassungsmäßigkeit dieses Vorhabens. Die Konferenz der unabhängigen Datenschutzaufsichtsbehörden des Bundes und der Länder sah die Verwendung der Steueridentifikationsnummer als einheitliche, registerübergreifende Personenkennziffer, wie sie im Registermodernisierungsgesetz geplant ist, als verfassungswidrig an. Auch der Deutsche Anwaltverein bezeichnete die Pläne als verfassungswidrig und lehnte sie ab. Die Gesellschaft für Informatik wies in einer Stellungnahme darauf hin, dass die Verwendung der Steuer-Identifikationsnummer für die Registermodernisierung weder technisch notwendig sei noch dem Stand der Technik entspreche, und schlug vor, ein Identifikationsmanagement-System einzuführen, das aus ihrer Sicht verfassungsgemäß sei.
Die Rechtsinformatiker Christoph Sorge und Maximilian Leicht machten darauf aufmerksam, dass die Steuer-ID zahlreichen Dritten bekannt sei, darunter Arbeitgebern, Banken und Krankenversicherungen sowie Unternehmen, die im Auftrag dieser Dritten Daten verarbeiten, und daher besonders anfällig für Missbrauch sei, zum Beispiel Identitätsdiebstahl oder die illegitime Verknüpfung von Datenbeständen. Sie wiesen auf Sicherheitsvorfälle hin, in denen Unbefugte unter anderem auf Steueridentifikationsnummern zugriffen. Lösungen in Österreich oder die eID des deutschen Personalausweises zeigten, dass anstelle einer einheitlichen zentralen ID auch abgeleitete bereichsspezifische Kennzeichen verwendet werden könnten, die das erhebliche Missbrauchspotential verringern würden.
Am 18. September 2020 gab es einen (weiteren) Big Brother Award in der neu geschaffenen Kategorie Geschichtsvergessenheit für die Innenministerkonferenz, die dieses Vorhaben vorangetrieben und im Juni 2020 die Verwendung der Steuer-ID zu diesem Zweck befürwortet hatte. Bei der Einführung der Steuer-ID war versichert worden, dass diese nie zu einer Personenkennziffer ausgeweitet werden würde.
Am 28. Januar 2021 hat der Bundestag den Entwurf der Bundesregierung in einer vom Ausschuss geänderten Fassung angenommen. Am 5. März 2021 hat der Bundesrat dem Gesetz zugestimmt.

## Weitere Identifikationsnummern im Steuerwesen
Infolge der verschiedentlichen Einreden von Beauftragten, Interessenten und Klägern ist seit dem Volkszählungsurteil des BVerfG von 1983 kein Rückschluss von der Steueridentnummer auf die Person zulässig und daher unmöglich. Eine integrierte informationstechnische Verarbeitung der Steuerfälle und des Schriftverkehrs mit den Finanzämtern ist daher ebenfalls nicht möglich. Es erhält jeder Steuerpflichtige weiterhin (2016) Steuerbescheide etwa für Grundsteuer oder Umsatzsteuer mit verschiedenen Steuernummern für jeden Steuerfall ohne Verweis auf seine Steueridentnummer.
Für verschiedene Steuerarten gibt es jeweils weitere Steuernummern in der Struktur der bisherigen Steuernummer ohne Prüfziffer und in verschiedener Länge. Dabei wird die Bundesfinanzamt-Nummer (BUFA Nummer) je nach Bundesland verkürzt verwendet. Die verwendete Finanzamts-Nummer muss beispielsweise bei der Umsatzsteuer nicht mit der des ausstellenden Finanzamts übereinstimmen.
Als weitere Nummer wurde am 3. Oktober 2024 die Wirtschafts-Identifikationsnummer für Selbstständige, juristische Personen und Personenvereinigungen eingeführt (siehe § 139c AO).
Daneben existiert bereits seit 1993 (Einführung des Europäischen Binnenmarktes) die Umsatzsteuer-Identifikationsnummer, die Unternehmen zur (umsatzsteuerfreien) Teilnahme am Waren- und Dienstleistungsverkehr im Gebiet der Europäischen Union benötigen. Diese wird im Inland nicht benötigt, formal reicht die Angabe der Umsatzsteuernummer aus.